# Květoslava Kořínková
Květoslava Kořínková (* 10. července 1940 Český Brod) je česká politička a pedagožka, v letech 1989-1992 ministryně československých vlád, v 90. letech 20. století poslankyně Poslanecké sněmovny za ČSSD, od roku 1998 generální inspektorka Českých drah.

## Biografie
Vystudovala Vysokou školu dopravní v Žilině a VŠE v Praze. V letech 1957–1964 pracovala u československých drah jako tranzitérka, později na postu vedoucí nákladového obvodu železniční stanice v Českém Brodě. V letech 1964–1971 byla zaměstnankyní Výzkumného ústavu dopravního. V letech 1971–1972 pracovala na federálním ministerstvu pro technický a investiční rozvoj a v období let 1972–1988 zastávala funkci poradkyně náměstka ministra dopravy Československé socialistické republiky. V letech 1972–1986 byla členkou předsednictva rady Československé vědeckotechnické společnosti, později předsedkyní a od roku 1993 první místopředsedkyní vědeckotechnické společnosti.
3. prosince 1989 byla jmenována ministryní – předsedkyní Výboru lidové kontroly v československé vládě Ladislava Adamce. Post si udržela i pod vedením Mariána Čalfy a v následující vládě Mariána Čalfy (vláda národního porozumění). V druhé vládě Mariána Čalfy (vláda národní oběti) pak na postu oficiálně nazvaném Ministryně pověřena řízením ministerstva kontroly setrvala až do roku 1992. Byla členkou Občanského fóra, po jeho rozpadu vstoupila do Občanského hnutí a od roku 1994 je členkou ČSSD.
Od roku 1993 působila jako pedagožka na dopravní fakultě univerzity v Pardubicích. Angažovala se v komunální politice. V komunálních volbách roku 1994 a komunálních volbách roku 1998 byla zvolena do zastupitelstva hlavního města Praha za ČSSD. V této době se spolupodílela s radními z ODS, kdy byl Jan Koukal primátorem, s Ing. Petrem Švecem, Ing. Zdeňkem Kovaříkem, a dalšími na přípravě a privatizaci státního podniku Pražské vodárny a státního podniku Pražské vodovody a kanalizace a od 1. dubna 1998 se stala místopředsedkyní dozorčí rady Pražských vodovodů a kanalizací a.s. pak předsedkyní od roku 2001, později členkou dozorčí rady a setrvala tam až do roku 2018. Neúspěšně kandidovala do Zastupitelstva hl. m. Prahy i v komunálních volbách roku 2002.
Ve volbách v roce 1996 byla zvolena do poslanecké sněmovny za ČSSD (volební obvod Praha). V sněmovně setrvala do voleb v roce 1998. Byla místopředsedkyní zahraničního výboru sněmovny.
Když se její manžel Antonín Peltrám stal ve vládě Miloše Zemana ministrem dopravy, jmenoval ji roku 1998 generální inspektorkou Českých drah, což vyvolalo vlnu kritiky. V roce 2000 se stala stínovou ministryní ve stínové vládě žen, která vznikla okolo poslankyně ČSSD Jany Volfové. V roce 2002 nastoupila na soukromou Vysokou školu veřejných a mezinárodních vztahů v Praze jako vedoucí katedry. Je autorkou učebnic pro střední odborné školy, publikovala odbornou literaturu na téma dopravy, logistiky a reformy státní kontroly.
V senátních volbách roku 2006 se snažila o zvolení do senátu za senátní obvod č. 17 – Praha 12 na kandidátce ČSSD. Obdržela 12 % hlasů a nepostoupila do 2. kola.